# 田邉真悟
田邉 真悟（たなべ しんご、1978年12月7日 - ）は、日本の男性声優。東京都出身。
田邊 真悟と表記されることもある。

## 人物
以前はトルバドール音楽事務所に所属していた。
趣味は楽器演奏（ギター）、バスケットボール、剣道。

## 出演

### テレビアニメ
1999年
- イケてる2人（桑原）
- HUNTER×HUNTER（第1作）（アゴン）

2000年
- コレクター・ユイ第2期（部下）

2001年
- コスモウォーリアー零（整備兵、乗組員）
- 神鵰侠侶 コンドルヒーロー（道士）

2002年
- ガンフロンティア（ハードネット、技術者、住民、手下、部下 他）
- 神世紀伝マーズ（2002年 - 2003年、記者A、兵士B、アナウンサー ほか）
- 爆転シュート ベイブレード2002（技術者D、技師D）
- ハングリーハート WILD STRIKER（井口圭司）
- まほろまてぃっく〜もっと美しいもの〜（チンピラB）

2011年
- ドラゴンクライシス!（相川真人）

### OVA
- アニメ古典文学館（2003年、石作の皇子）
- HUNTER×HUNTER（2003年、ラターザ）

### 劇場アニメ
- 爆転シュート ベイブレード THE MOVIE 激闘!!タカオVS大地（2002年、労働者2）
- ハッピーカムカム（2015年、薬屋さん）

### Webアニメ
- リーンの翼（2006年、金本平次）

### ゲーム
- ファイナルファンタジーXII（2006年、ウルタン・エンサ族）
- スーパーロボット大戦UX（2013年、金本平次）

### ナレーション
- AJALTリソース型生活日本語